# Cratere Achita
Achita  è un cratere sulla superficie di Cerere.